# Geofysische prospectie van grotten
In kalksteengebieden en andere gebieden die gevoelig zijn voor karstfenomenen kunnen onbekende grotten een belangrijk risico inhouden voor menselijke activiteiten. Zulke grotten kunnen worden gelokaliseerd door middel van geofysische prospectie.

## Elektrische peilingen en elektromagnetische prospecties
Hierbij wordt de resistiviteit van ondergrondse gesteenten gemeten. Resistiviteit is de capaciteit om elektrische stroom te geleiden, en is een fysische eigenschap die karakteristiek is voor elk gesteente. Bij het gebruik van deze methode zullen naast lithologie en graad van verwering, voornamelijk grotten en holtes goed herkenbaar zijn gezien hun hoge resistiviteit.

## Seismische prospecties
Hierbij worden trillingen veroorzaakt in de ondergrond, waarbij de verschillende soorten golven gemeten worden aan de oppervlakte. Men kan zo de compactheid van gesteenten bepalen. Naast indicaties over lithologie en graad van verwering, zullen grotten en holtes goed opgemerkt kunnen worden daar zij een obstakel zijn voor de verbreiding van de golven. Parameters zoals de duur van het traject, de snelheid van de golven en hun amplitude worden hiervoor geanalyseerd.

## Microgravimetrische prospecties
Deze methode berust op het meten van relatieve waarden van zwaartekracht aan de oppervlakte van de aarde. Gezien deze waarden beïnvloed worden door de verdeling van de dichtheid in de nabije ondergrond, kan men grotten lokaliseren door de vermindering van dichtheid die zij veroorzaken.